# Cube 2: Sauerbraten
Sauerbraten (más néven Cube 2 vagy Sauer) egy Quake-szerű FPS-játék. A játék fut Microsoft Windowson, Linuxon, FreeBSD-n és Mac OS X-en is. A játék OpenGL-t és SDL-t használ. Van benne single-player és multiplayer mód, valamint beépített pályaszerkesztő. A játék motorja szabad szoftver és nyílt forráskódú.

## Történet
Sauerbraten készítése a Cube továbbfejlesztésével kezdődött. Az első verzió 2004. május 6-án jelent meg.
A játék be lett mutatva egy Burger King televíziós hirdetésben is.
A nyílt forráskódú Cube motorból készült a Assault cube is, akárcsak a Heat. Nem hazudtolja meg önmagát és a motorját: meglehetősen pocsékra sikeredett, viszont ingyenes!
A Cube egy nyílt forráskódú játékmotor, amelyet bárki ingyen használhat. Tartalmaz egy- és többjátékos módot, előre elkészített pályákkal, valamint egy szerkesztőt, amivel szinte a játék minden elemét módosíthatjuk. A Cube két legnagyobb előnye a kis mérete és az ingyenessége. Tökéletes lehet annak, aki pár percre nosztalgiázni szeretne, és Quake 1-es látványra vágyik, de hosszabb időre nem valószínű, hogy bárkit lekötne.
A Cube fejlesztői új grafikus motort csináltak, és ezt reklámozzák a Sauerbratennel. Az első generációs grafikus motor óta a vízen tapasztalhatunk elsősorban változást. A singleplayer rész végre kicsit többől áll, mint elődje: bár a szörnyek nem változtak, de a pályák felépítése átgondoltabb lett (elsősorban a lőszerelosztás), és új egyjátékos játékmód is szerepel a játékban, mely egy összefüggő kampányt jelent, minimum történettel, hosszú pályákkal. A multiplayer leginkább a Quake többjátékos módjához hasonlít, van sima deathmatch, instagib, team deathmatch. A játék közössége meglepően erős: a játékban klánok alakultak, a szervereken tömeg van. A Sauerbratennek érdemes egy esélyt adni, csak nehogy a boltok polcain lássuk viszont HEAT Episode Two címen...